# インダンタドール
インダンタドール(Indantadol)は、Vernalis plcとChiesiによってヨーロッパで、かつては抗てんかん薬及び神経防護薬として、現在は神経因性疼痛及び慢性咳嗽の治療用として開発されている薬である。競争的可逆非選択的モノアミンオキシダーゼ阻害剤、また低アフィニティ非競争NMDA受容体アンタゴニストとして作用する。インダンタドールによる慢性咳嗽治療の社会実験が2009年10月と2010年4月に行われ、IIb段階の臨床での神経因性疼痛の治療に対する大きな効果は示されなかった。